# Una vida difícil
Una vida difícil (título original en italiano: Una vita difficile) es una película de 1961 dirigida por Dino Risi. La obra fue incluida entre los 100 film italiani da salvare.

## Trama
En 1944, en plena Segunda Guerra Mundial, el romano Silvio Magnozzi, que hasta el armisticio del 8 de septiembre había combatido con el grado de subteniente en las filas del Regio Esercito cerca del lago de Como, está luchando junto a grupos partisanos locales contra las fuerzas nazi-fascistas. En busca de un refugio donde esconderse después de una acción partidista, es enviado a un hotel para establecer contacto con la propietaria, la señora Amalia Pavinato. Aquí Silvio es descubierto por un soldado alemán que pretende fusilarlo en el acto, pero Elena, la hija del dueño del hotel, le salva la vida matando al alemán con una plancha. Además, la muchacha le indica a Silvio un lugar seguro donde dormir y refugiarse de las represalias alemanas: el molino que era propiedad de sus difuntos abuelos.
Silvio, aunque firme en sus ideas de lucha armada contra las fuerzas enemigas de ocupación, no tiene el coraje de unirse a los partisanos y durante unos meses él y Elena viven como amantes en el molino. Después de la liberación, Silvio regresa a Roma, donde encuentra un modesto trabajo como periodista en "Il Lavoratore", un diario comunista, dedicado a la defensa de la clase obrera. Como periodista, Silvio está firmemente convencido de sus ideas de izquierda, cree firmemente en el antifascismo y está en contra del rey, la monarquía y la burguesía. En el periódico, Silvio trabaja codo a codo con Franco Simonini, amigo y compañero del Partido Comunista Italiano. A finales de 1945 Silvio vuelve con Franco a Lombardía, para realizar un reportaje periodístico en Dongo. Le cuenta a su amigo su aventura con Elena y luego, en parte movido por la nostalgia de aquel tiempo pasado con aquella mujer, decide llamarla para un “reencuentro”. Ella, inicialmente ofendida, se deja vencer por los viejos sentimientos y acepta seguirlo a Roma para comenzar a vivir juntos, aunque sobrellevando dificultades económicas.
Una tarde después del referéndum institucional de 1946, un marqués, amigo de la familia de Elena, reconoce a la muchacha en las calles de Roma y ambos son invitados a cenar en un palacio perteneciente a aristócratas monárquicos y conservadores. Silvio, retenido por Elena, apenas se contiene de declarar abiertamente su fe republicana para no renunciar a una suculenta comida, hasta que se anuncia por la radio la victoria de la república, ocasionando la indignación de los presentes, que se retiran a sus habitaciones mientras la joven pareja continúa comiendo, feliz con la noticia.
La vida de la pareja, a pesar del matrimonio y la llegada de un hijo, transcurre con dificultades, sobre todo porque Silvio, no queriendo transigir en sus ideas, se ve obligado a aceptar un trabajo mal pagado y frustrante. También acaba en prisión por los motines ocurridos durante el ataque a Palmiro Togliatti en 1948, por lo que es condenado a dos años y medio de prisión. Saldrá a mediados de 1950 (mientras tanto, en prisión, dedica mucho tiempo a escribir cartas para Elena y una novela autobiográfica de carácter político que querría llamar Una vita difficile). Apenas sale de la cárcel, descubre que su amigo y colega Simonini, su compañero de ideas, había dejado su puesto en el periódico para ponerse del lado de los patrones.
Elena inicialmente lo apoya, pero luego, también debido a las exhortaciones de su madre, intenta convencerlo de obtener un diploma y mudarse a Cantù-Cermenate, donde, con algunas recomendaciones puestas en marcha por su suegra, le conseguiría un trabajo estable en una importante empresa de la provincia de Como. Silvio se niega a aceptar un trabajo no relacionado con el periodismo y a abandonar Roma, pero intenta de todos modos complacerla presentándose a un examen, pero con malos resultados. Incapaz de soportar la vergüenza, esa misma noche se emborracha, llegando a insultar a Elena, reprochándole no haberlo comprendido nunca y declarando que siempre había sentido por ella sólo atracción física. Ella, conmocionada, desaparece de la vida de Silvio. Pasan dos años y Silvio está decidido a vender su novela como guion cinematográfico, después de haber visto su manuscrito rechazado por todas las editoriales, en este caso concreto por Cinecittà, donde intenba proponerlo con poco éxito a directores y actores conocidos. Aunque es retirado bruscamente del plató, tiene un encuentro fortuito con el marqués, amigo de Elena, a quien ya había conocido en 1946, la noche del referéndum. Por el marqués se entera de la nueva vida de Elena, y Silvio, todavía enamorado de su mujer, intenta hacer un último intento por reconquistarla yendo a Viareggio, pero Elena no sólo no lo ha perdonado, sino que ahora tiene otro hombre y no parece dispuesta a renunciar al cómodo estilo de vida que lleva ahora. A altas horas de la noche, Silvio, desesperado, desahoga su amargura escupiendo a los coches de lujo que circulan por la ciudad toscana: parece que en la nueva Italia del boom económico no hay lugar para él y sus ideales de justicia social.
Mucho más tarde (en 1961), tiene lugar en Lombardía el funeral de Amalia, la madre de Elena. Silvio, para sorpresa de todos, aparece al volante de un coche de lujo, y los presentes parecen más interesados en mirar el coche que en seguir el cortejo fúnebre. Silvio le ruega nuevamente a Elena que lo perdone, diciendo que ha encontrado un trabajo fijo y ha dejado de lado sus ideas políticas y sus ambiciones como escritor para buscar estabilidad y seguridad económica, como ella y su madre habían deseado. Elena se conmueve al volver a ver el molino donde habían pasado días felices y decide regresar con él.
El empresario Bracci, que contrató a Silvio como su secretario multiusos, está organizando una fiesta. Silvio, a pesar de poder permitirse lujos hasta entonces inconcebibles, se ve obligado a realizar todo tipo de tareas por cuenta de su patrón: éste nunca pierde oportunidad de humillarlo públicamente, hasta el punto de ridiculizarlo delante de los invitados rociándole un sifón entero de agua mineral en la cara. Silvio, incapaz de soportar esta última afrenta, abofetea a Bracci, haciéndolo caer a la piscina.

## Génesis y producción

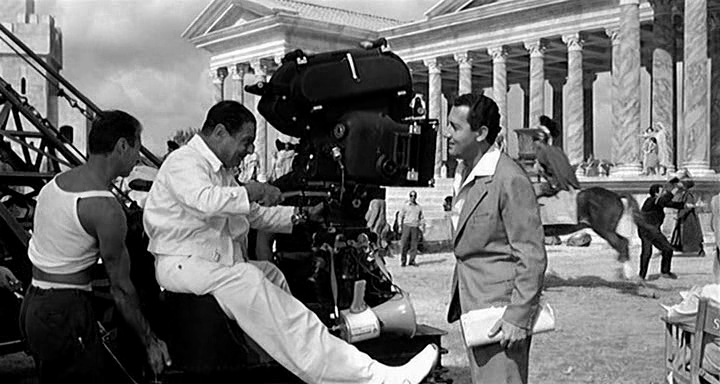
Sordi se acerca a Alessandro Blasetti en pleno trabajo en Cinecittà.

En el origen de la que muchos consideran la comedia italiana más importante de los años sesenta junto con Il sorpasso hay un tema en gran parte autobiográfico de Rodolfo Sonego, quien dijo identificarse plenamente con el personaje interpretado en la película por Alberto Sordi. En cuanto al editor, se insinúa, aunque no explícitamente, al editor y productor Angelo Rizzoli, según Sonego «un hombre, en su sencillez, bastante sutil, bastante cruel»; y la relación descrita en la película entre el aspirante a escritor y su potencial editor es muy similar a la que realmente existió entre Sonego y Rizzoli, hasta el punto de que el propio Rizzoli reconoció y dijo estar amargado por cómo había sido tratado en la película.

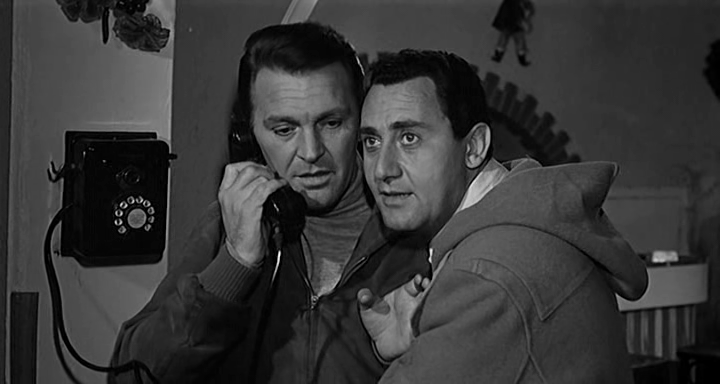
Franco Fabrizi y Alberto Sordi en una escena de película.

Los amigos y colegas de Sonego insistieron en que el personaje del protagonista, Silvio Magnozzi, no fuera interpretado por un actor esencialmente cómico como Alberto Sordi, sino por Marcello Mastroianni, quien también se parecía un poco al personaje en la vida real, mientras que Sordi era bastante diferente, incluso en términos de sus posiciones políticas. Sonego se opuso firmemente, temiendo que Mastroianni introdujera "cierta respetabilidad" en el personaje y en la película. Para el papel protagonista femenino, muy bien interpretado por Lea Massari, se contactó inicialmente con Gina Lollobrigida, pero ella quería el mismo número de escenas que Sordi y por lo tanto fue descartada.La escena de la boda de Alberto Sordi y Lea Massari y la posterior filmada en la Piazza del Campidoglio de Roma, donde se anuncia el atentado a Palmiro Togliatti, fueron filmadas el 11 de octubre de 1961.En 1962 Lea Massari recibió un premio especial David di Donatello por su actuación tanto en esta película como en una película contemporánea con un trasfondo histórico, Sueños de Muoiono al amanecer de Mario Craveri, Enrico Gras e Indro Montanelli.
Alessandro Blasetti, Silvana Mangano y Vittorio Gassman (que recuerda haber participado gratuitamente) aparecen en la película durante unos segundos, interpretándose a sí mismos.

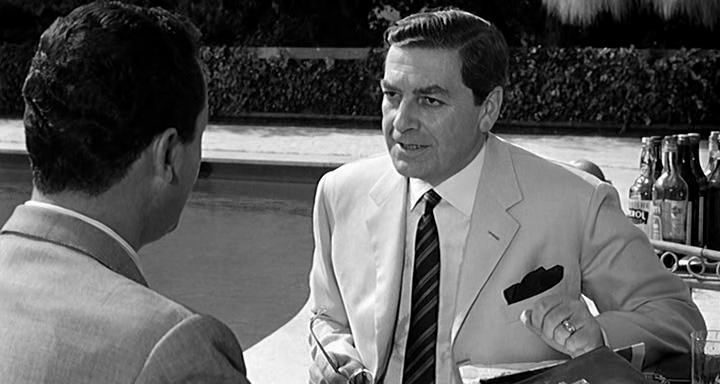
Alberto Sordi y Claudio Gora en una escena de película.

El actor que interpreta al soldado alemán asesinado por Elena con el hierro, Borante Domizlaff, fue en realidad un soldado alemán durante la Segunda Guerra Mundial, sirviendo en el Sicherheitsdienst de las SS (SD) hasta el rango de mayor (SS-Sturmbannführer). Durante la ocupación alemana de Roma, Domizlaff participó en la organización y ejecución de la masacre de las Fosas Ardeatinas bajo las órdenes del teniente coronel Herbert Kappler. Fue por tanto uno de los acusados en el proceso por la masacre celebrado después de la guerra, que terminó en primera instancia en 1948 con la condena a cadena perpetua sólo para Kappler (posteriormente confirmada en segunda instancia y se convirtió en firme) y la absolución de sus subordinados. 
Sonego y Sordi hubieran preferido que la película terminara con un final amargo, es decir, con el protagonista dejando para siempre de lado sus ideales y aceptando vivir en el bienestar, para integrarse en la sociedad “fácil” del “milagro económico”. Fue el productor, Dino De Laurentiis, quien insistió en que el protagonista se redimiera en el final con un improbable acto de valentía.
El rodaje tuvo lugar en Roma, en el lago de Como, en Lenno (Tremezzina) y entre Lierna y Varenna. El pueblo junto al molino de viento donde Elena y Silvio pasan sus primeros meses juntos fue filmado en Cerano d'Intelvi, cerca del río Telo.  La famosa escena de los escupitajos a los coches, aunque la película dice que se ambienta en Viareggio, en realidad fue filmada el 8 de septiembre de 1961 en la avenida marítima de Ronchi, un barrio de Marina di Massa, frente al restaurante "Oliviero".

## Elenco
- Alberto Sordi: Silvio Magnozzi
- Lea Massari: Elena Pavinato
- Franco Fabrizi: Franco Simonini
- Lina Volonghi: Amalia Pavinato
- Claudio Gora: Commendator Bracci
- Antonio Centa: Carlo
- Loredana Nusciak: Giovanna
- Daniele Vargas: Marquis Capperoni
- Franco Scandurra: Presidente de la Junta de Exámenes
- Mino Doro: Ragana

## Interpretación
La trama tiene varios hilos dramáticos y está estructurada de manera convencional, interrumpida por sátiras e interludios cómicos.  El público reconoció su propia vida, que exigía compromisos morales y daba lugar a contradicciones.  La historia representa las experiencias de muchos italianos y utiliza acontecimientos emblemáticos de la historia colectiva. Entre ellas se incluyen el referéndum del 2 de junio de 1946, en el que el pueblo italiano votó para abolir la monarquía y establecer Italia como república, las elecciones de abril de 1948 y los disturbios que siguieron al intento de asesinato del líder del Partido Comunista Italiano, Palmiro Togliatti, el 14 de julio de 1948. 
Por un lado, la condición de Silvio representa la lucha por la humanidad durante la reconstrucción de los millones de italianos que se sentían excluidos de la recuperación económica. Por otra parte, es uno de esos antiguos partisanos que soñaban con la realización de un modelo socialista de sociedad después del final de la guerra. Con la transformación hacia una sociedad opulenta, experimentaron decepciones y la pérdida de sus ilusiones. Silvio rechaza la tentación del materialismo y afronta el desafío constante de mantener sus ideales morales.  Le explica a su pequeño hijo que no es una persona infeliz, sino alguien que se niega a buscar la “felicidad”. En una escena, Silvio patea y escupe a los autos que pasan. Para él, son un símbolo del consumismo, lo que le hace sentirse traicionado por sus antiguos compañeros. Cuando más tarde llega a casa de Elena en un costoso automóvil descubierto, el pueblo entierra a su exsuegra en una procesión: bien podría ser el entierro de sus ideales. Algunos críticos consideraron que el final de la película, en el que Silvio abofetea a su extremadamente rico empleador, lo convirtió en un héroe durante la revuelta. Este enfoque puede desarrollarse aún más para decir que su heroísmo reside menos en el acto de la bofetada que en el regreso asociado de Silvio a las adversidades de una vida de abandono y desesperación.

## Recepción
La película, según recordó Sonego, fue muy popular en la Unión Soviética, no sólo por su contenido, sino "porque es una película profundamente melancólica". Aunque Risi no tenía intenciones políticas en sentido estricto, también fue muy popular en Italia en el Partido Comunista, y su secretario Palmiro Togliatti.
Fue menos apreciada por los críticos de la época, que la vieron demasiado desequilibrada respecto al personaje de Sordi y su virtuosa interpretación como showman. Vittorio Spinazzola acusó al guionista y al protagonista de haber acumulado situaciones "oscilantes entre la farsa y el melodrama, centradas en un personaje mitad payaso y mitad conmovedor". La futura directora Liliana Cavani incluso lamentó que "no se haya renunciado a escenas e imágenes en las que no abunda el pudor". Otros, sin embargo, captaron el valor de la película y del personaje de Sordi, según el crítico y escritor Giuseppe Marotta «pusilánime y valiente, perezoso y muy activo, astuto e ingenuo, escéptico y confiado, tímido y descarado, infantil y obstinado, firme e inconsistente, [...] el retrato más genuino y complejo de un muchacho del Sur que jamás me haya conmovido, divertido y encantado en la pantalla».
Con el tiempo, la película ha sido ampliamente revaluada como una obra "entre las más altas del largo itinerario del cine risiano", así como "una de las cimas más altas de la carrera de Alberto Sordi", una película "sembrada de mil ideas logradas, situaciones y escenas punzantes, precisas, en las que se puede sentir el aliento de la autenticidad y de la observación aguda en clave satírica". Según Valerio Caprara, «es uno de los clásicos que definen la historia de los italianos. [...] Lo que los críticos desdeñosos llaman "artesanía" se convierte, en Una vida difícil, en la habilidad magistral de captar lo universal en lo particular, de preguntar el secreto de la vida a las máscaras y no a la elegía, de desafiar la emoción con una mueca de desprecio. Según Enrico Giacovelli, más allá del excelente guion de Sonego, no hay que olvidar los grandes méritos de Dino Risi, «maestro del detalle iluminador, del boceto rapidísimo, de la síntesis, de saber calcular la duración justa y el agarre máximo de cada plano, el momento hasta el cual la cuerda puede aguantar. La secuencia de Sordi escupiendo a los coches del boom –sólo parcialmente prevista en el guion original– es una de las más perfectas del cine italiano». A pesar de la amplitud del arco narrativo (veinte años de relatos e historia), la película es muy inmediata, «una obra escrita en estilo periodístico, a lo Maupassant; o, alternativamente, una serie de noticias contadas como una novela, al estilo de Fitzgerald.
En los años siguientes, la temática de Una vita difficile fue retomada en otras comedias que contaban la historia de Italia a través de la vida privada de algunos personajes simbólicos: desde Il padre di famiglia de Nanni Loy (1967) hasta C'eravamo tanto amati de Ettore Scola (1974), película esta última que resumirá el viaje de "no uno sino tres Magnozzi".